# Gare de Moûtiers - Salins - Brides-les-Bains
Gare de Moûtiers - Salins - Brides-les-Bains vasútállomás Franciaországban, Moûtiers településen.

## Vasútvonalak
Az állomást az alábbi vasútvonalak érintik:
- Saint-Pierre-d'Albigny-Bourg-Saint-Maurice-vasútvonal

## Kapcsolódó állomások
A vasútállomáshoz az alábbi állomások vannak a legközelebb:
- Petit-Cœur-La Léchère-les-Bains railway station (Gare de Saint-Pierre-d'Albigny, Saint-Pierre-d'Albigny-Bourg-Saint-Maurice-vasútvonal)
- Gare de Pomblière-Saint-Marcel (Gare de Bourg-Saint-Maurice, Saint-Pierre-d'Albigny-Bourg-Saint-Maurice-vasútvonal)

## Képgaléria

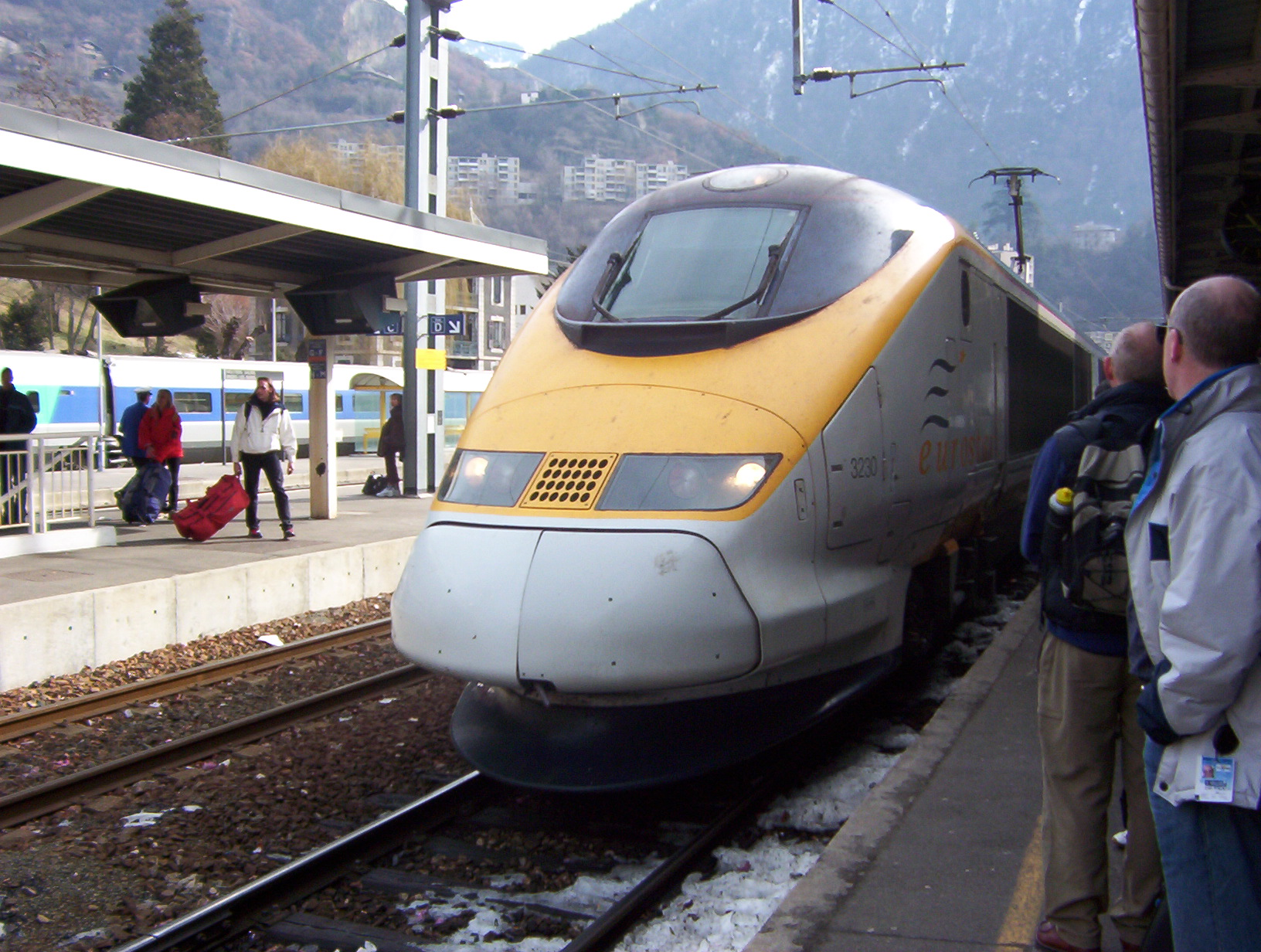
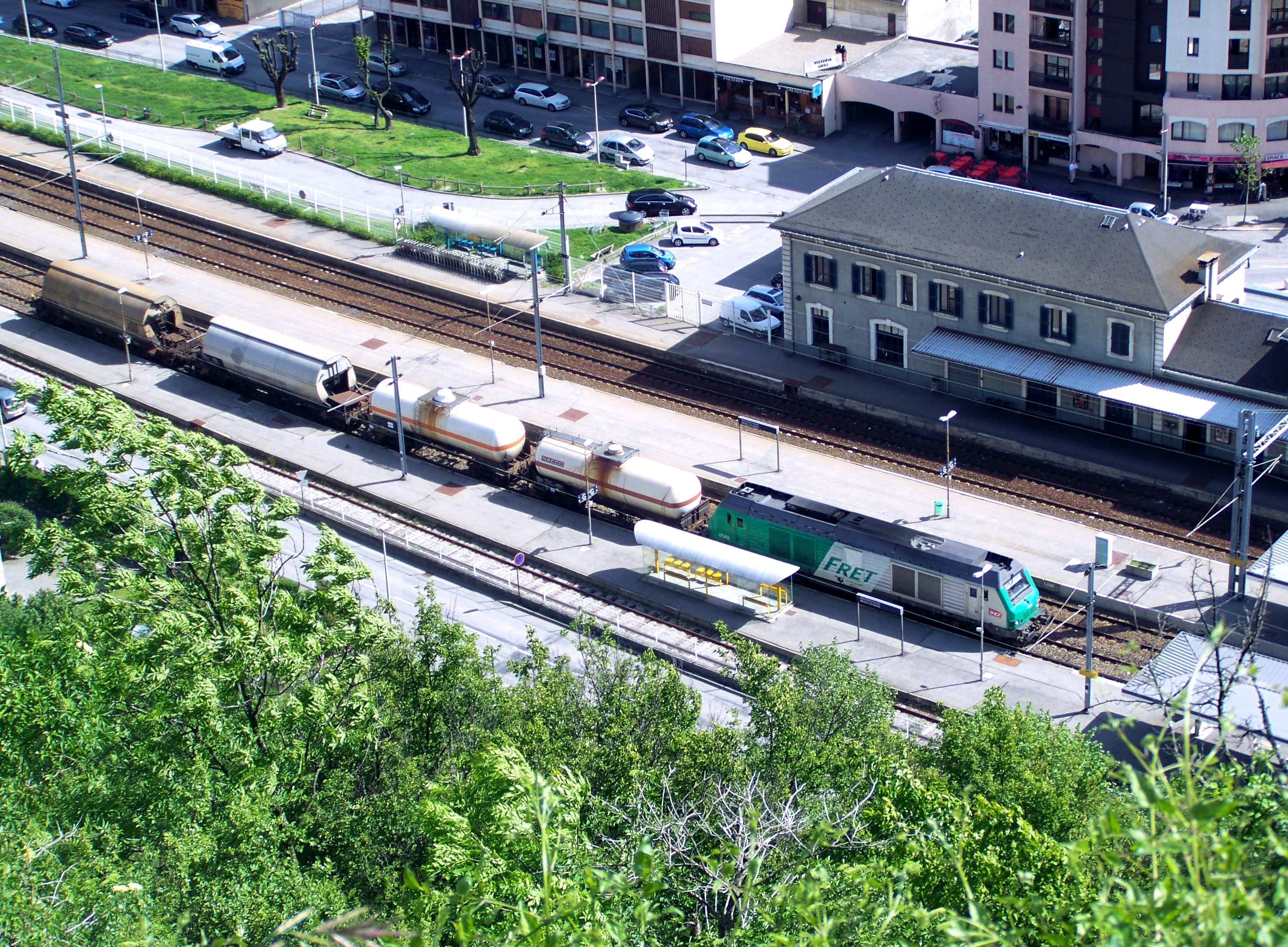
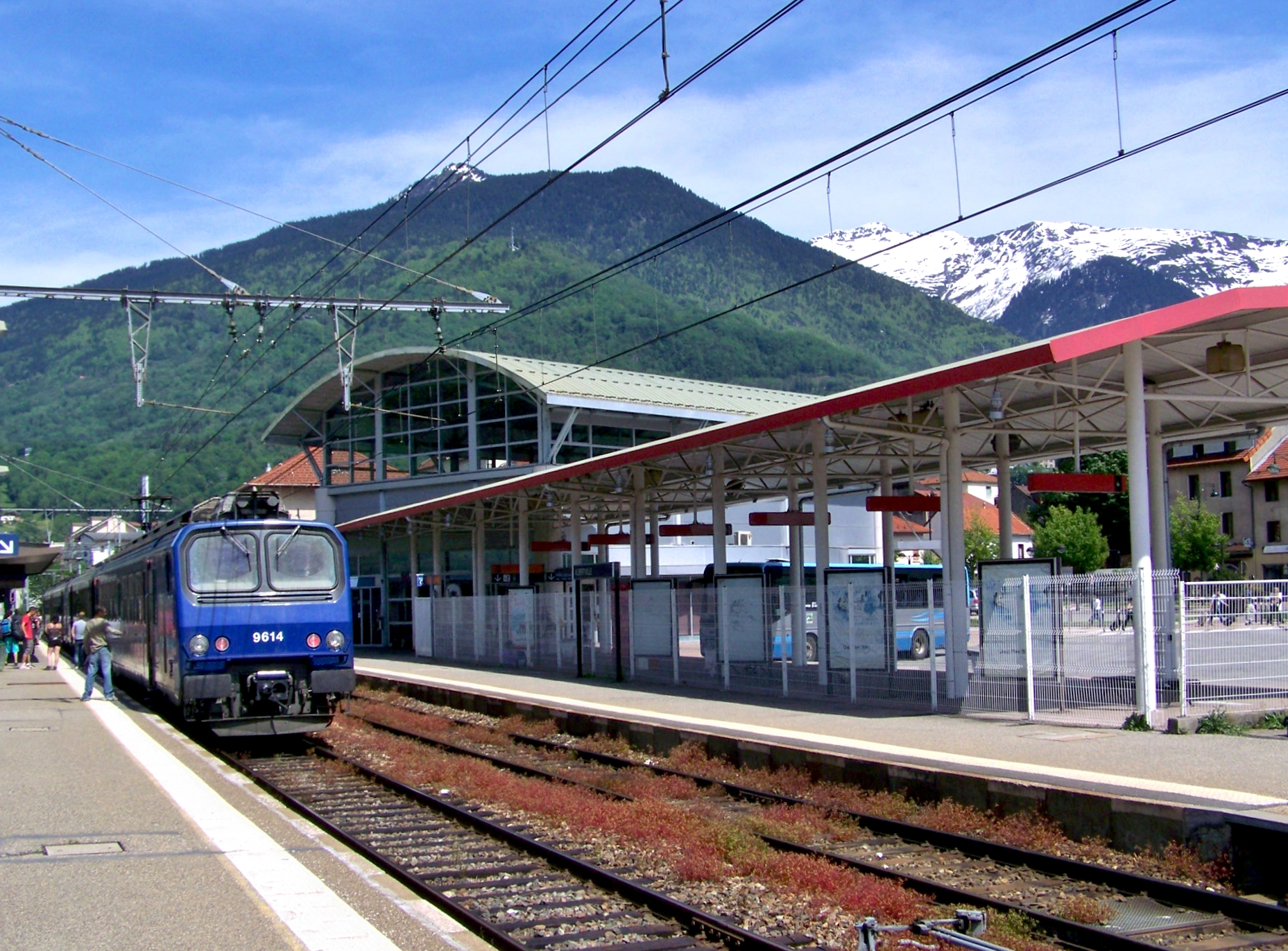
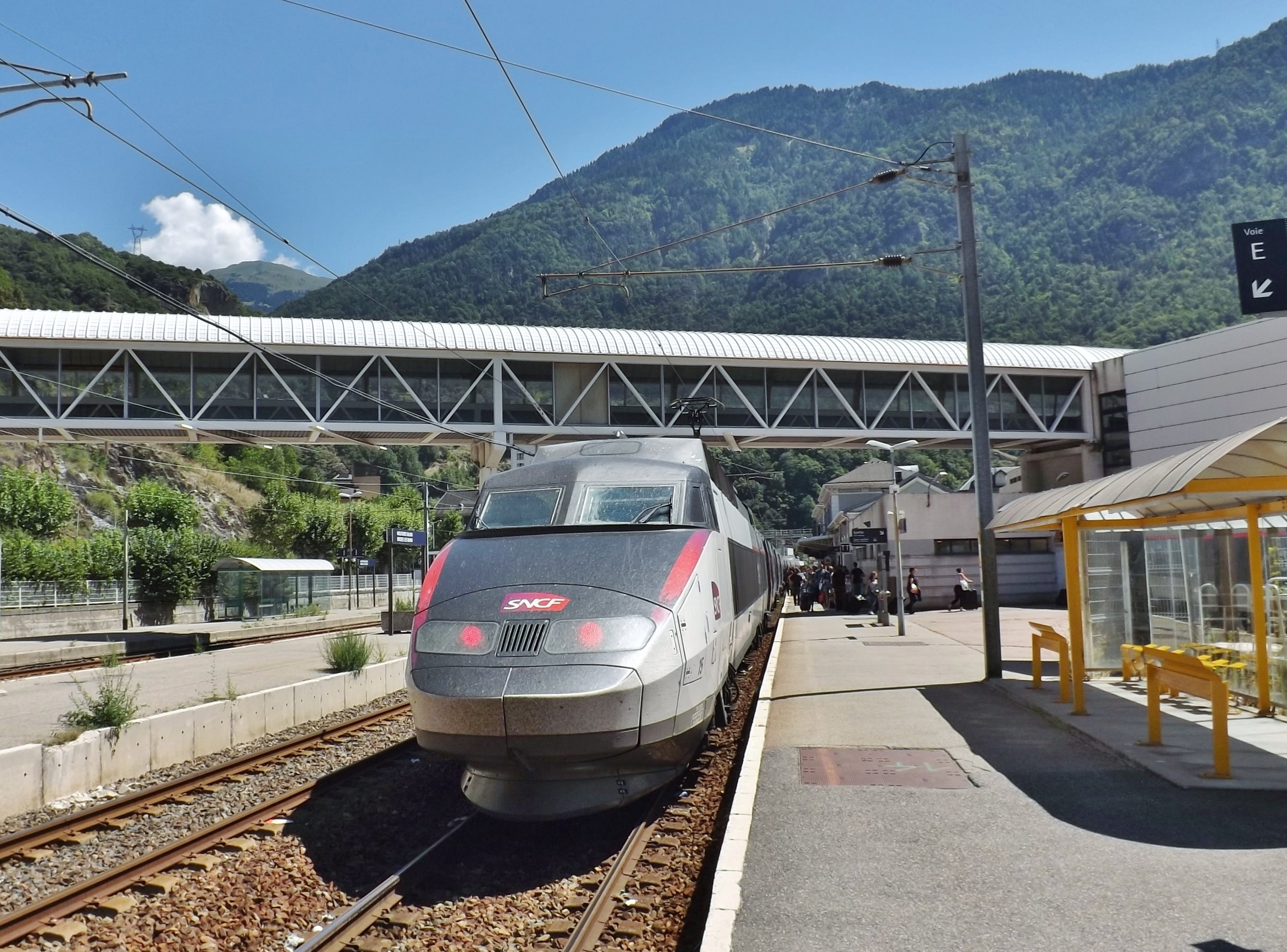
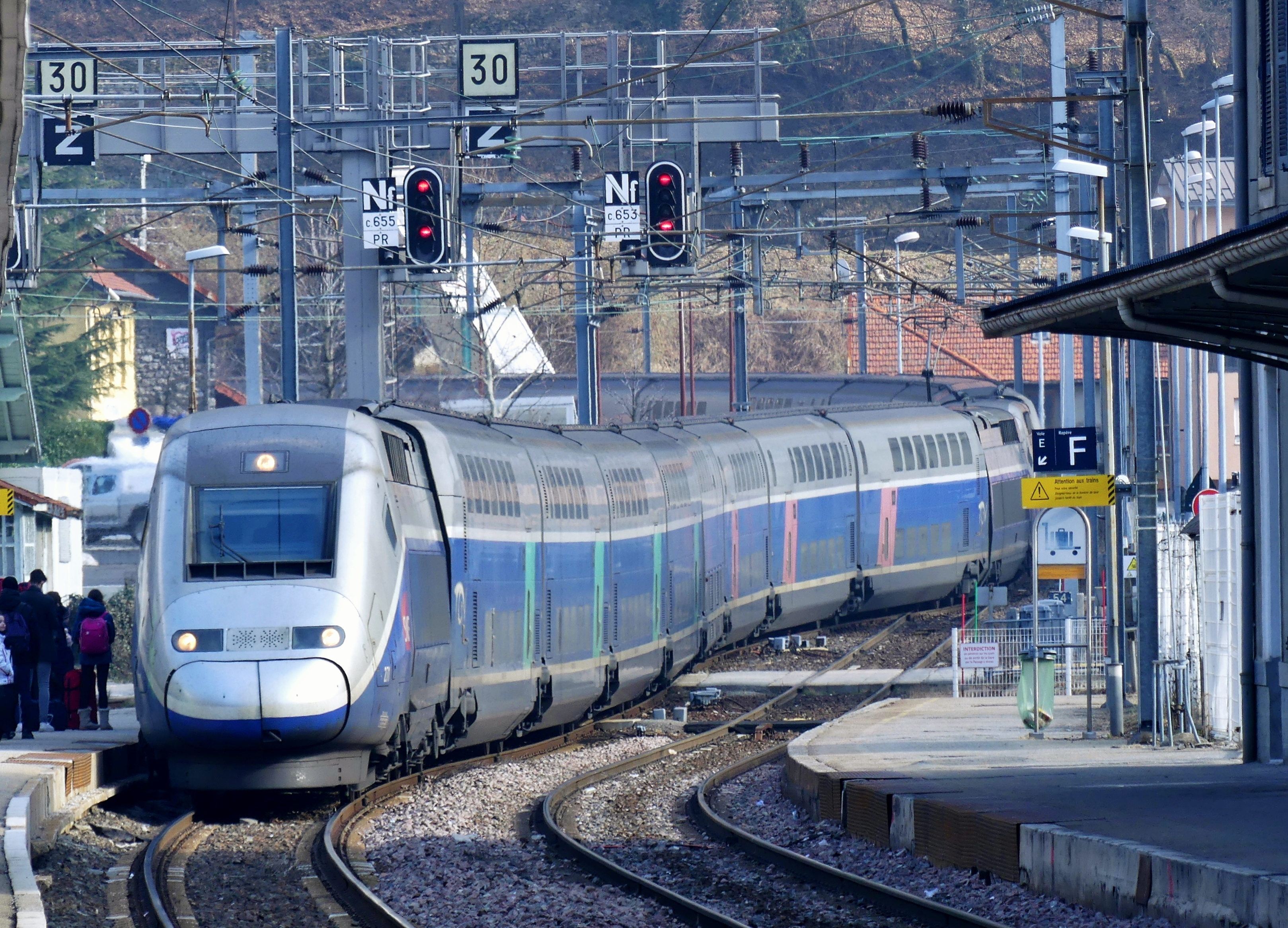
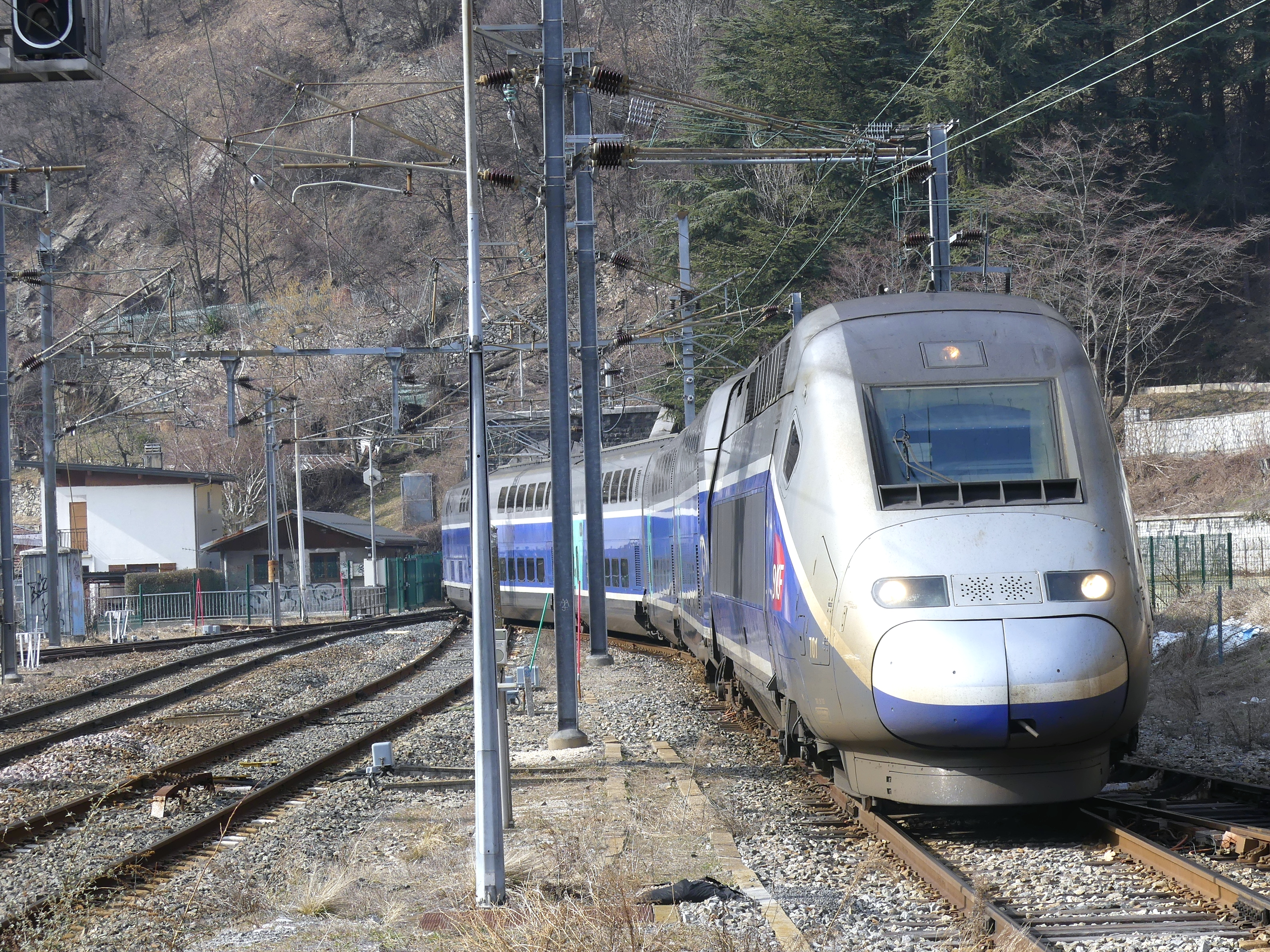
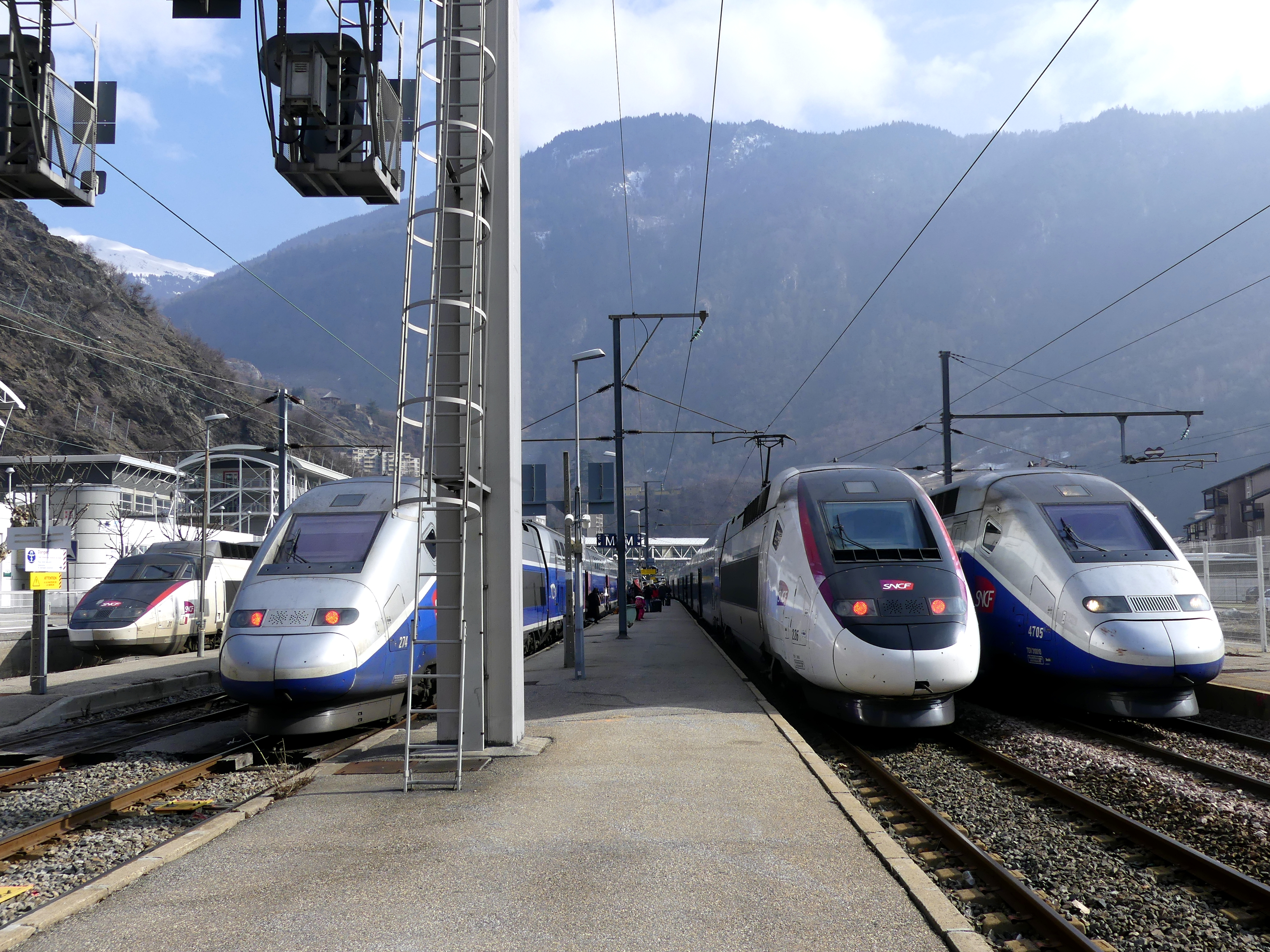
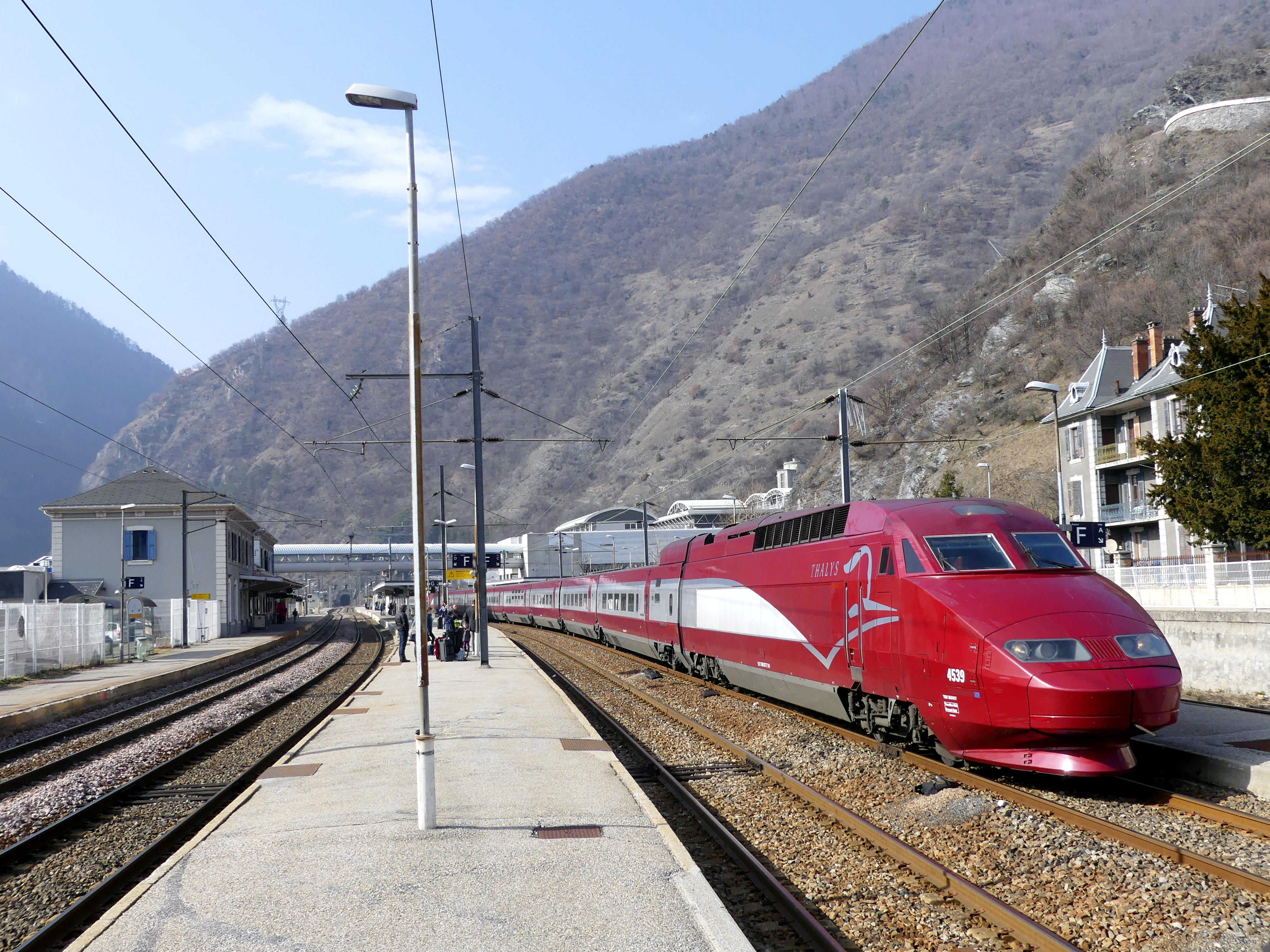
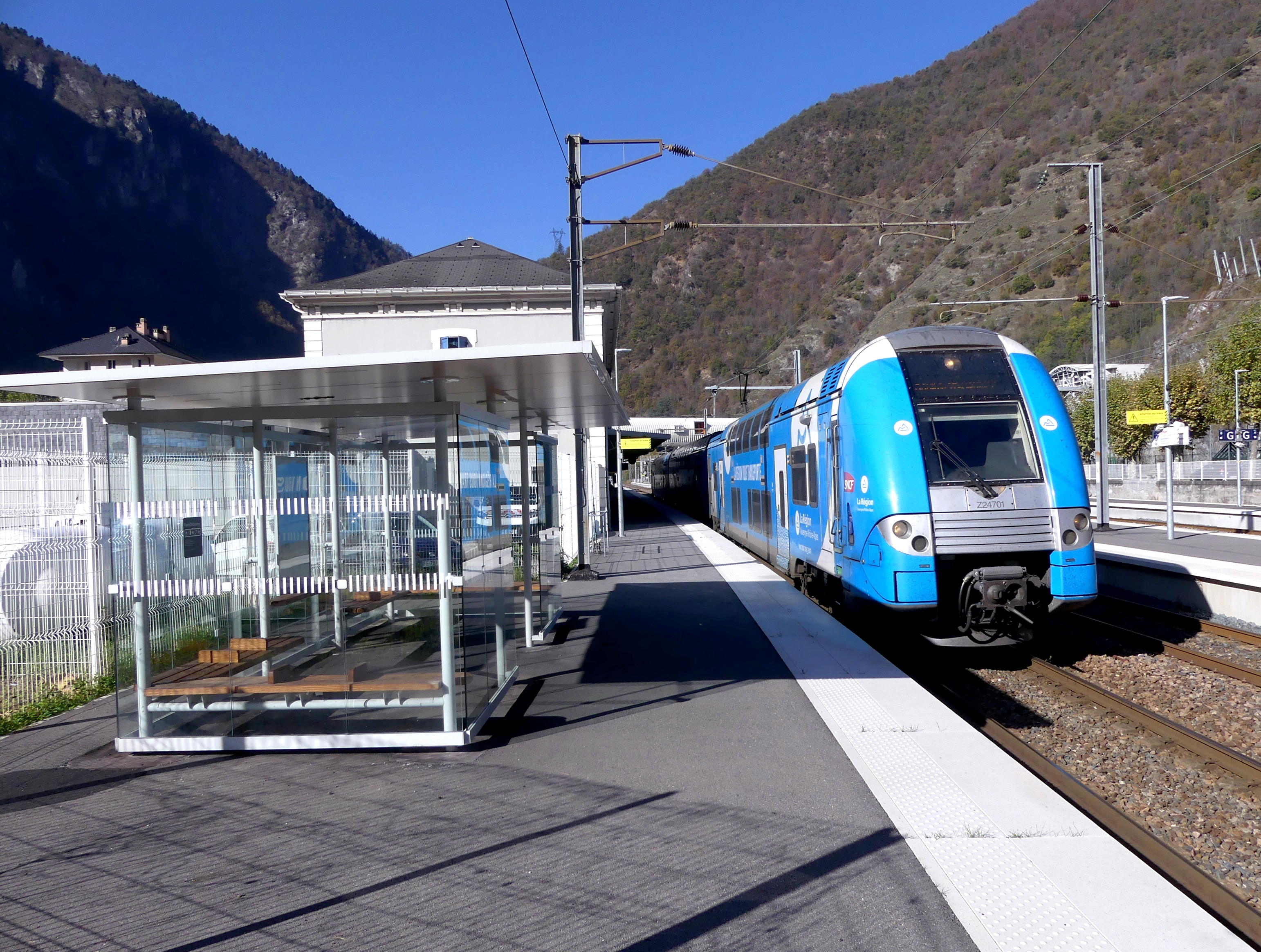
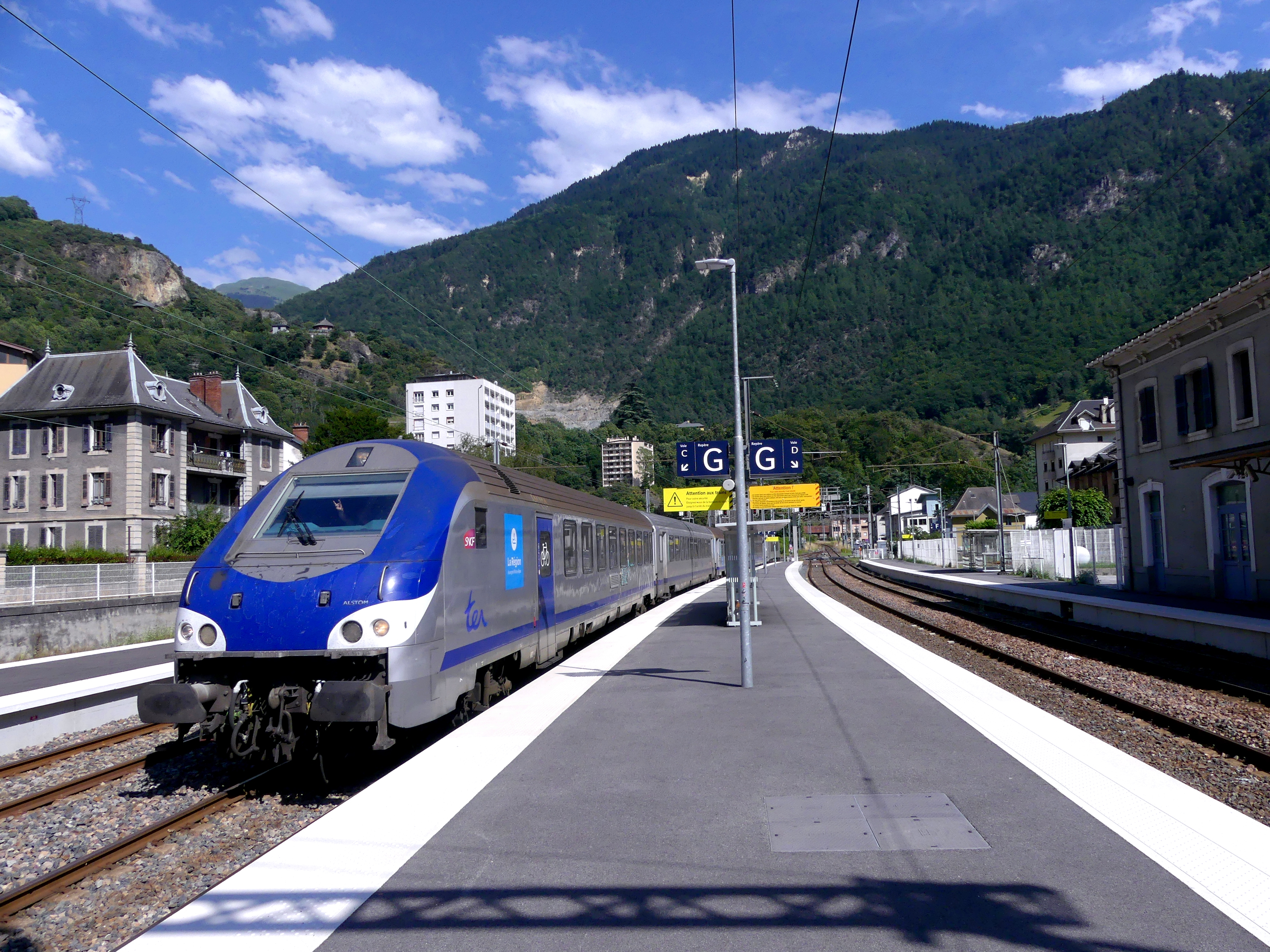

## Járatok
| Előző állomás                                          |  | SNCF                        |  | Következő állomás                             |
| ------------------------------------------------------ |  | --------------------------- |  | --------------------------------------------- |
| Albertvilletovább Paris-Lyon felé                      |  | TGV                         |  | Aime-La Plagnetovább Bourg-Saint-Maurice felé |
| Albertvilletovább Paris-Austerlitz felé                |  | Intercités éjszakai vonatok |  | Aime-La Plagnetovább Bourg-Saint-Maurice felé |
| Petit-Cœur-La Léchèretovább Chambéry felé              |  | TER Rhône-Alpes 52          |  | Aime-La Plagnetovább Bourg-Saint-Maurice felé |
| Előző állomás                                          |  | Thalys                      |  | Következő állomás                             |
| Albertville tovább Gare de Bourg-Saint-Maurice felé    |  | Thalys (télen)              |  | Aime-La Plagne tovább Amsterdam Centraal felé |
| Előző állomás                                          |  | Eurostar                    |  | Következő állomás                             |
| Ashford Internationaltovább St Pancras pályaudvar felé |  | Eurostar                    |  | Aime-La Plagnetovább Bourg-Saint-Maurice felé |